# Cole Sillinger
Cole Sillinger (Columbus, Ohio, 16 de mayo de 2003) es un jugador profesional estadounidense de hockey sobre hielo que se desempeña en la posición de centro en Columbus Blue Jackets, equipo de la National Hockey League (NHL).

## Carrera
Fue seleccionado en la primera ronda en la NHL Entry Draft de 2021. Hizo su debut profesional con el equipo Columbus Blue Jackets, donde lleva jugando tres temporadas.